# SUSE Linux Enterprise Desktop
SUSE Linux Enterprise Desktop (SLED) är Novells företagsdesktop. Tidigare kallades den Novell Linux Desktop (NLD) och i och med version 10 av SUSE Linux fick den ett nytt namn. SUSE Linux Enterprise Desktop är avsedd att vara för företag som önskar längre livslängd och support. Kodbasen kommer från SUSE Linux Enterprise Server där man tagit bort server-paketen och adderat desktop-applikationer och gjort det enklare att använda desktopens applikationer ihop. Novell har vidareutvecklat ledande applikationer av bland annat OpenOffice.org, Evolution och Mozilla Firefox för en bättre samordnad användarupplevelse.
- Novells förbättrade OpenOffice.org 2.0 med bland annat utökat VB macro-stöd
- Evolution e‑postklient med en integrerade konnektorer för Microsoft Exchange, Lotus Notes och Domino.
- Snabbare bootning, bättre batterihantering, utökat trådlösstöd blåtand-Bluetooth
- Utökad säkerhet för applikationer mm